# Токарна обробка

Рис. 1. Схема робочих рухів при обточуванні

Токарною обробкою або точінням називається спосіб отримання деталей циліндричної форми різанням.
Більшість деталей машин і механізмів є тілами обертання (вали, осі і т. ін.), тому точіння є одним з основних способів механічної обробки. При точінні на токарному верстаті (рис.1) заготовка обертається (рух різання) назустріч різцю, який переміщується в горизонтальній площині в подовжньому і поперечному напрямках (рух подачі). Для досягнення високопродуктивних режимів різання необхідно щоб матеріал різального інструменту мав велику твердість, зносо- і теплостійкість, малу крихкість і достатню механічну міцність. Матеріалом для виготовлення різців служать вуглецеві інструментальні сталі, леговані інструментальні сталі, металокераміка і металокерамічні сплави.
Токарна обробка включає обточування зовнішніх поверхонь різної форми (циліндричних, конічних, фасонних), розточування отворів, підрізання торців і уступів, відрізання і розрізання металу, нарізання зовнішньої і внутрішньої різьби.